# Nueva Zelanda en los Juegos Paralímpicos de Pekín 2008
Nueva Zelanda estuvo representada en los Juegos Paralímpicos de Pekín 2008 por un total de 30 deportistas, 20 hombres y 10 mujeres.

## Medallistas
El equipo paralímpico neozelandés obtuvo las siguientes medallas:
| Nombre          | Deporte           | Evento                                    |
| --------------- | ----------------- | ----------------------------------------- |
| Oro             |                   |                                           |
| Sophie Pascoe   | Natación          | 100 m braza SB9 femenino                  |
| Sophie Pascoe   | Natación          | 100 m espalda S10 femenino                |
| Sophie Pascoe   | Natación          | 200 m estilos SM10 femenino               |
| Cameron Leslie  | Natación          | 150 m estilos SM4 masculino               |
| Paula Tesoriero | Ciclismo en pista | 500 m contrarreloj LC3-4/CP3 femenino     |
| Plata           |                   |                                           |
| Kate Horan      | Atletismo         | 200 m T44 femenino                        |
| Sophie Pascoe   | Natación          | 100 m mariposa S10 femenino               |
| Daniel Sharp    | Natación          | 100 m braza SB13 masculino                |
| Bronce          |                   |                                           |
| Paula Tesoriero | Ciclismo en pista | Persecución individual LC3-4/CP3 femenino |
| Paula Tesoriero | Ciclismo en ruta  | Contrarreloj LC3-4/CP3 femenino           |
| Jayne Parsons   | Ciclismo en ruta  | Contrarreloj B VI 1-3 femenino            |
| Michael Johnson | Tiro              | Rifle de aire de pie SH2 mixto            |